# 徐炳奎
徐炳奎，浙江蘭谿縣人，清朝政治人物。監生出身。

## 生平
同治十二年七月，接替潘树辰。署任江蘇荆溪縣知縣。后由潘树辰接任。徐炳奎曾于1875年接替顾思贤代理南汇县知县一职，同年年由顾思贤接任。